# Seznam pojmenovaných planetek
Seznam pojmenovaných planetek obsahuje v jednotlivých podtabulkách abecední seznam všech pojmenovaných planetek ke dni 20. března 2006. Abecední řazení je české podle normy ČSN 01 0181. Jména planetek v jazycích, používajících diakritická znaménka, jsou uváděna včetně diakritiky. Jména, počínající diakritizovanou hláskou, která má primární řadicí platnost podle uvedené normy (tj. Č, Ř, Š a Ž), jsou v souladu s touto normou zařazena na konec stránky příslušného písmene bez diakritiky. To platí i pro řazení na dalších pozicích jména. Ostatní diakritizovaná písmena jsou řazena průběžně v příslušných stránkách. Jména, začínající dvojhláskou Ch, jsou zařazena na samostatnou stránku bez ohledu na to, zda jde o jména česká (slovenská) nebo jména v jazycích, která obvykle řadí tato jména pod písmeno C.
Tabulky slouží jako abecední rejstřík pro přístup jednak k základním údajům, uváděným ve velkém seznamu planetek, kde jsou uvedeny v tabelární formě základní údaje o jednotlivých planetkách, tj. absolutní hvězdné velikosti, základní elementy dráhy, zařazení planetek do rodin a skupin a údaje o okolnostech jejich objevu, jednak k stránkám jednotlivých planetek, pokud již byly takové stránky vytvořeny. 